# Hôtel de ville de Sevran
L’hôtel de ville de Sevran est le principal bâtiment administratif de la commune de Sevran dans le département de la Seine-Saint-Denis en région Île-de-France.

## Situation
Il est situé avenue du Général-Leclerc.

## Historique

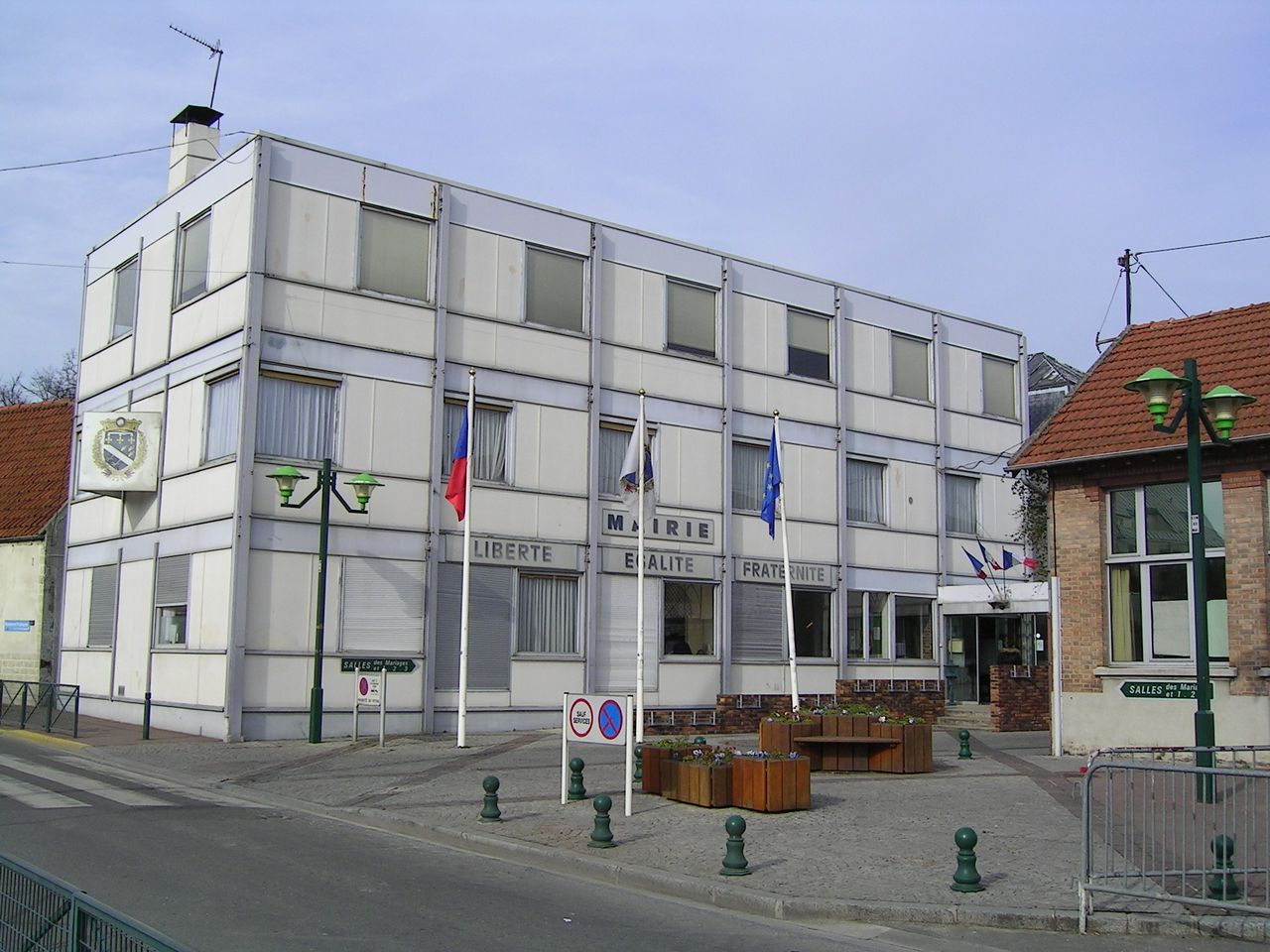
L'hôtel de ville en 2007.

La mairie fut tout d'abord installée vers 1891 dans l'ancienne demeure d'Alfred Nobel. On y créa aussi une école communale. Seul le corps de logis existe encore.
Plus tard et jusqu'en 2015, la mairie était logée au château de Sevran, dit château du Fayet.
La croissance de la ville et des besoins administratifs entraîna la construction d'un bâtiment annexe en préfabriqué, qui fut utilisé pendant une quarantaine d'années,. En 2011, il est décoré par un collectif d'artistes locaux (Nico, Manu, Lask, Relax et Erdeurien) dont l'œuvre était intitulée «Imago ». Trop exigu pour accueillir tous les conseillers municipaux, ce bâtiment est détruit en 2017 pour être remplacé par un espace vert.

## Description
La mairie est aujourd'hui installée dans un des bâtiments du fief de la Fossée, construit au début du XIXe siècle et qui servit entre autres de maison de convalescence pour les gardiens de la paix blessés, ou de conservatoire de musique. Il fut partiellement détruit lors des émeutes de 2005, puis rénové en vue de sa nouvelle utilisation.